# Itaiquara
Itaiquara é um povoado e ex-distrito do município brasileiro de Tapiratiba, no interior do estado de São Paulo.

## História

### Origem
O povoado desenvolveu-se ao redor da estação ferroviária Itaiquara, inaugurada pela Companhia Mogiana de Estradas de Ferro em 1 de junho de 1903 na antiga fazenda Bica de Pedra, que mudou de nome por sugestão de Teodoro Sampaio, amigo do então proprietário Joaquim Augusto Ribeiro do Valle e construtor da ferrovia, para dar nome à estação que ficava na fazenda. 

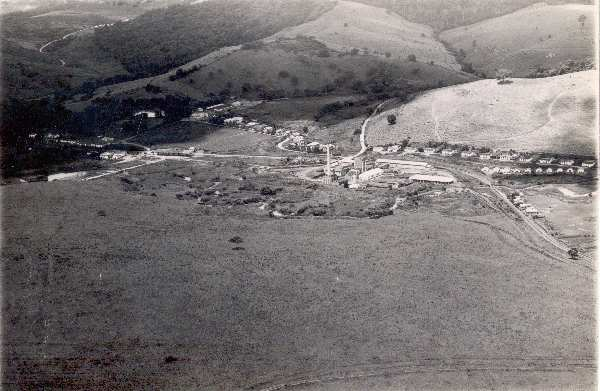
Vista aérea (1940).

### Toponímia
Naquele tempo não podiam duas estações de estrada de ferro ter o mesmo nome e através de Teodoro Sampaio que era, entre outras coisas, professor de língua tupi na Universidade de São Paulo (USP), foi sugerido o nome de Itaiquara (ita=pedra; i=água corrente e quara=oco - um oco por onde a água corre, ou “Bica de Pedra” em Tupi).

### Formação administrativa
- O distrito de Itaiquara foi criado pelo Decreto n° 9.775 de 30 de novembro de 1938, com o povoado de mesmo nome mais terras do distrito sede de Tapiratiba[4].
- Foi extinto pelo Decreto-Lei n° 14.334 de 30 de novembro de 1944, sendo seu território anexado ao distrito sede de Tapiratiba[5].

## Geografia

### Demografia

#### População
Até o Censo 2010 (IBGE) o povoado não tinha seu perímetro delimitado pelo IBGE, com este apenas fazendo parte de setores rurais. Assim a população rural do seu entorno, incluindo a do povoado, era de 392 habitantes.

### Rodovias
O principal acesso de Itaiquara é a Rodovia Deputado João Bravo Caldeira (SP-253).

## Serviços públicos

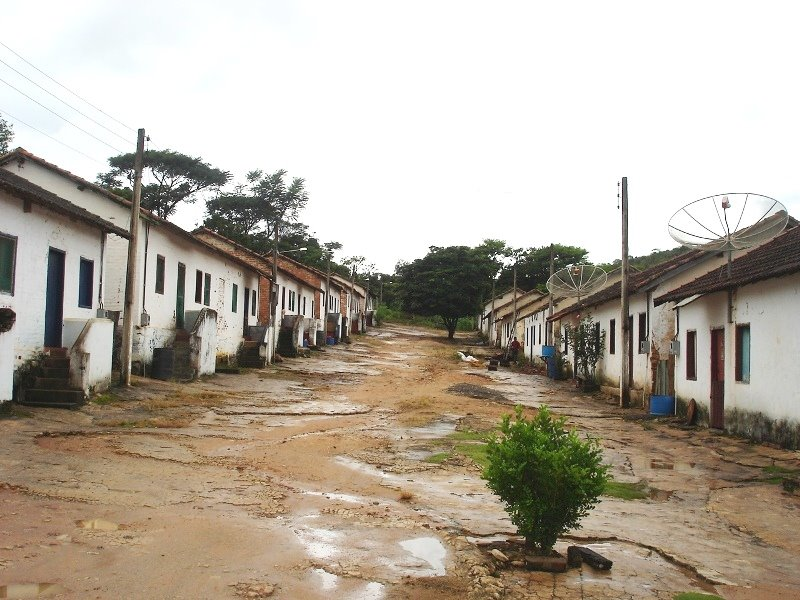
Aspecto local.

### Registro civil
Atualmente é feito na sede do município, pois o Cartório de Registro Civil das Pessoas Naturais do distrito não chegou a ser instalado.

### Saneamento
O serviço de abastecimento de água é feito pela Companhia de Saneamento Básico do Estado de São Paulo (SABESP).

### Energia
A responsável pelo abastecimento de energia elétrica é a CPFL Santa Cruz (antiga CPFL Leste Paulista), distribuidora do grupo CPFL Energia.

## Atividades econômicas

### Usina de açúcar e álcool

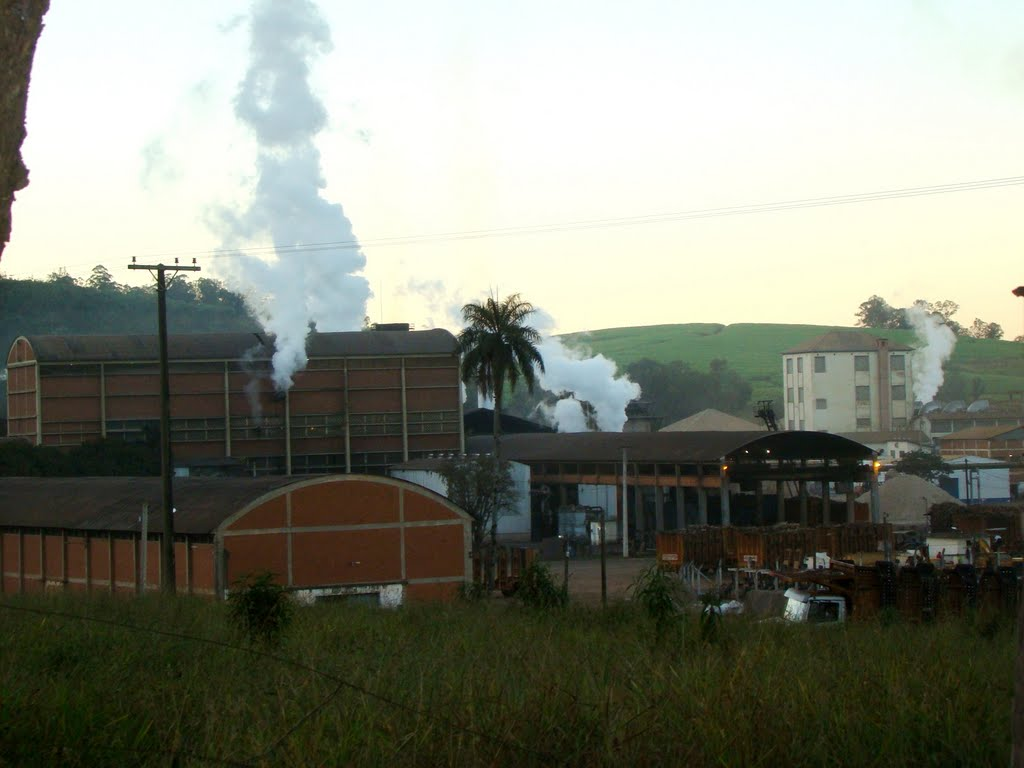
Usina Itaiquara.

No povoado está instalada a Usina Itaiquara (de propriedade da Itaiquara Alimentos), fundada em 1909 por João Baptista de Lima Figueiredo, que encomendou de John McNeil & Co em Glasgow na Escócia uma usina de açúcar completa. Foi em 1911 a produção de açúcar da sua primeira safra.
Em 1952 começou a produzir fermento biológico fresco para panificação e em 1957 iniciou a produção de fermento em pó químico para massa de bolos. 
A Usina Itaiquara atualmente é o único fabricante nacional de fermento biológico fresco.

## Religião

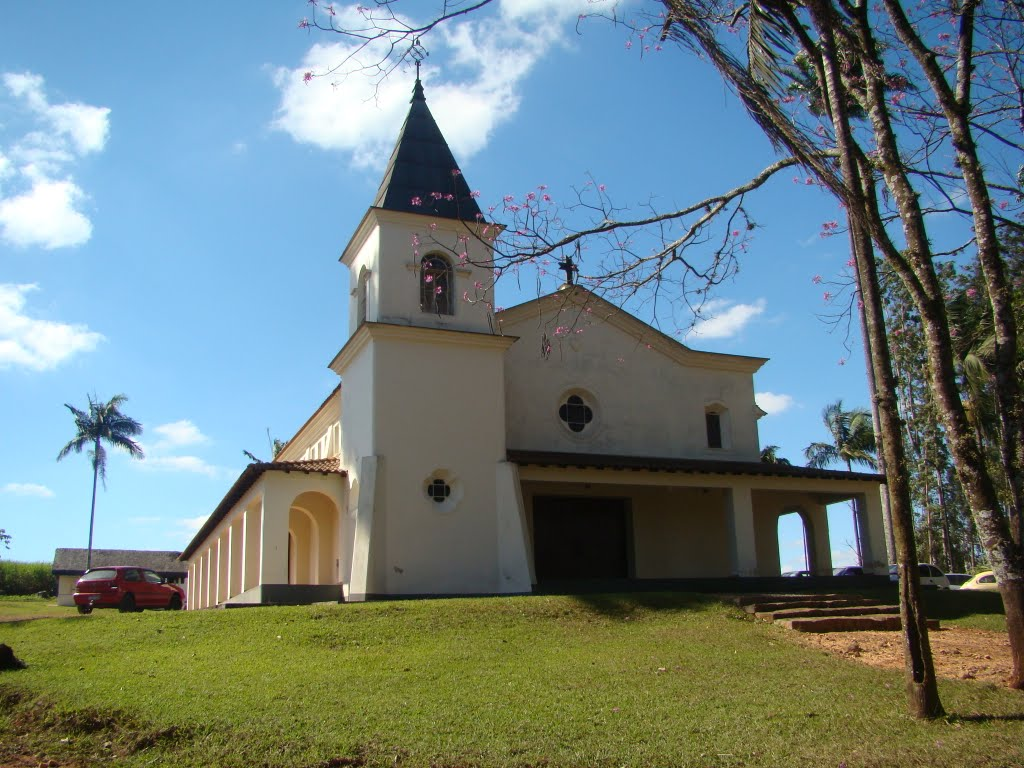
Igreja.

O Cristianismo se faz presente no povoado da seguinte forma:

### Igreja Católica
- A igreja faz parte da Diocese de São João da Boa Vista[15].